# Вісник економічної науки України
«Вісник економічної науки України» — науковий журнал, заснований у 2002 році (до 2004 р. — «Вісник Академії економічних наук України»). Свідоцтво про державну реєстрацію друкованого засобу масової інформації: КВ № 9390 від 02.12.2004. Журнал входить до переліку фахових видань, визнаних ВАК України. Статті друкуються однією з трьох робочих мов журналу: українською, російською, англійською з анотаціями англійською мовою.

## Тематика
Проблеми соціально-економічного розвитку.

## Засновники
Інститут економіки промисловості НАН України, Академія економічних наук України.

## Редакційна колегія
- Головний редактор: Чумаченко Микола Григорович, академік НАН України.
- Заступники головного редактора: М. Г. Білопольський, доктор економічних наук; В. М. Геєць , академік НАН України.
- Відповідальний секретар: В. І. Ляшенко, доктор економічних наук.

Члени редколегії:
- Б. М. Андрушків , доктор економічних наук;
- С. С. Аптекар, доктор економічних наук;
- Б. В. Буркинський, академік НАН України;
- В. П. Вишневський, член-кореспондент НАН України;
- Ю. В. Макогон, доктор економічних наук;
- Г. С. Одінцова, доктор економічних наук;
- С. Ф. Поважний, доктор економічних наук;
- Ф. Ю. Поклонський, доктор економічних наук;
- Є. В. Савельєв, доктор економічних наук;
- В. С. Савчук, доктор економічних наук;
- В. А. Ткаченко, доктор економічних наук;
- Л. Г. Червова, доктор економічних наук.